# 전화 통화

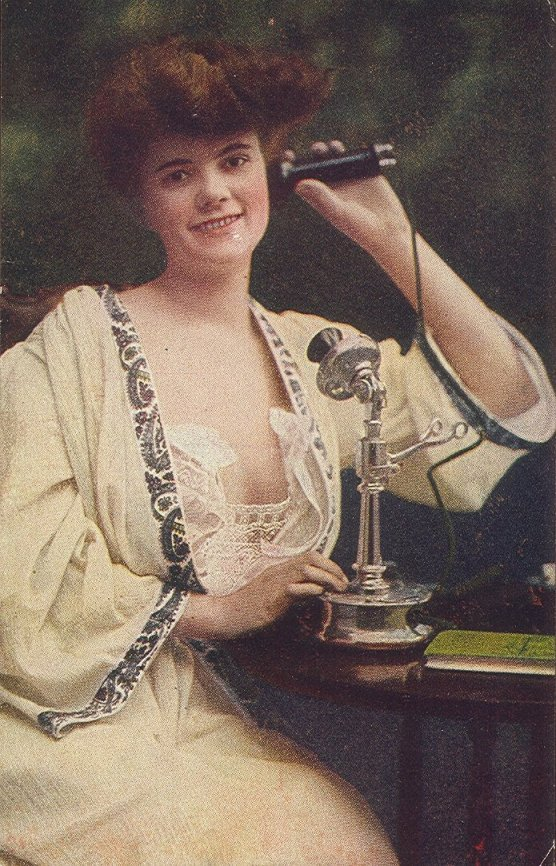
전화 통화에 사용된 20세기 초 캔들스틱 전화

전화 통화(telephone call), 전화(phone call, voice call), 또는 단순히 통화(call)는 전화 통신망을 통해 발신자와 수신자 간의 연결을 효과적으로 사용하는 것이다.
전화 통화는 19세기 중후반에 전화 개발과 여러 발명품에 의해 처음으로 가능해진 인간 의사소통의 한 형태이다. 초기 기술은 전화 설비 간의 점대점 전기 유선 연결을 포함했으며, 이후 전화교환원이 발신자에게 통화 대상을 물어본 후 전화 교환기에서 수동으로 각 상호 연결을 설정하는 중앙 집중식 교환기가 발전했다. 1890년대 자동 전화 교환기가 발명된 후, 이 과정은 점차 자동화되어 결국 20세기 후반에는 디지털 교환기의 광범위한 채택으로 이어졌으며, 여기에는 이동 전화망과 셀룰러 네트워크를 통한 무선 통신으로의 전환도 포함되었다. 인터넷의 발전과 함께 음성 인터넷 프로토콜(VoIP)을 통해 전화 통화 비용이 크게 절감되었다.

## 최초의 전화 통화
최초의 전화 통화는 1876년 3월 10일 알렉산더 그레이엄 벨에 의해 이루어졌다. 벨은 조수 토머스 왓슨에게 전화를 걸어 "전기로 말할 수 있는" 능력을 시연했다. 전송된 첫 단어는 "왓슨 씨, 이리로 와 주십시오. 당신을 보고 싶습니다."였다.
이 사건은 전화의 첫 성공적인 사용을 입증했기 때문에 벨의 "가장 큰 성공"이라고 불렸다. 그러나 그는 자신이 실수로 발명한 것이고 주요 연구에 방해가 된다고 보아 자신의 집에는 전화를 두기를 거부했다.

## 정보 전송
전화 통화는 전화를 사용하여 일반 음성 전송을, 발신자와 수신자가 모뎀을 사용할 때 데이터 전송을, 또는 팩시밀리 기기를 사용할 때 팩시밀리 전송을 수행할 수 있다. 통화는 유선전화, 휴대 전화, 위성 전화 또는 이들의 조합을 사용할 수 있다. 전화 통화에 두 명 이상의 수신자가 있는 경우 콘퍼런스 콜이라고 한다. 네트워크의 두 명 이상의 사용자가 동일한 물리적 회선을 공유하는 경우 파티 라인 또는 농촌 전화선이라고 한다.

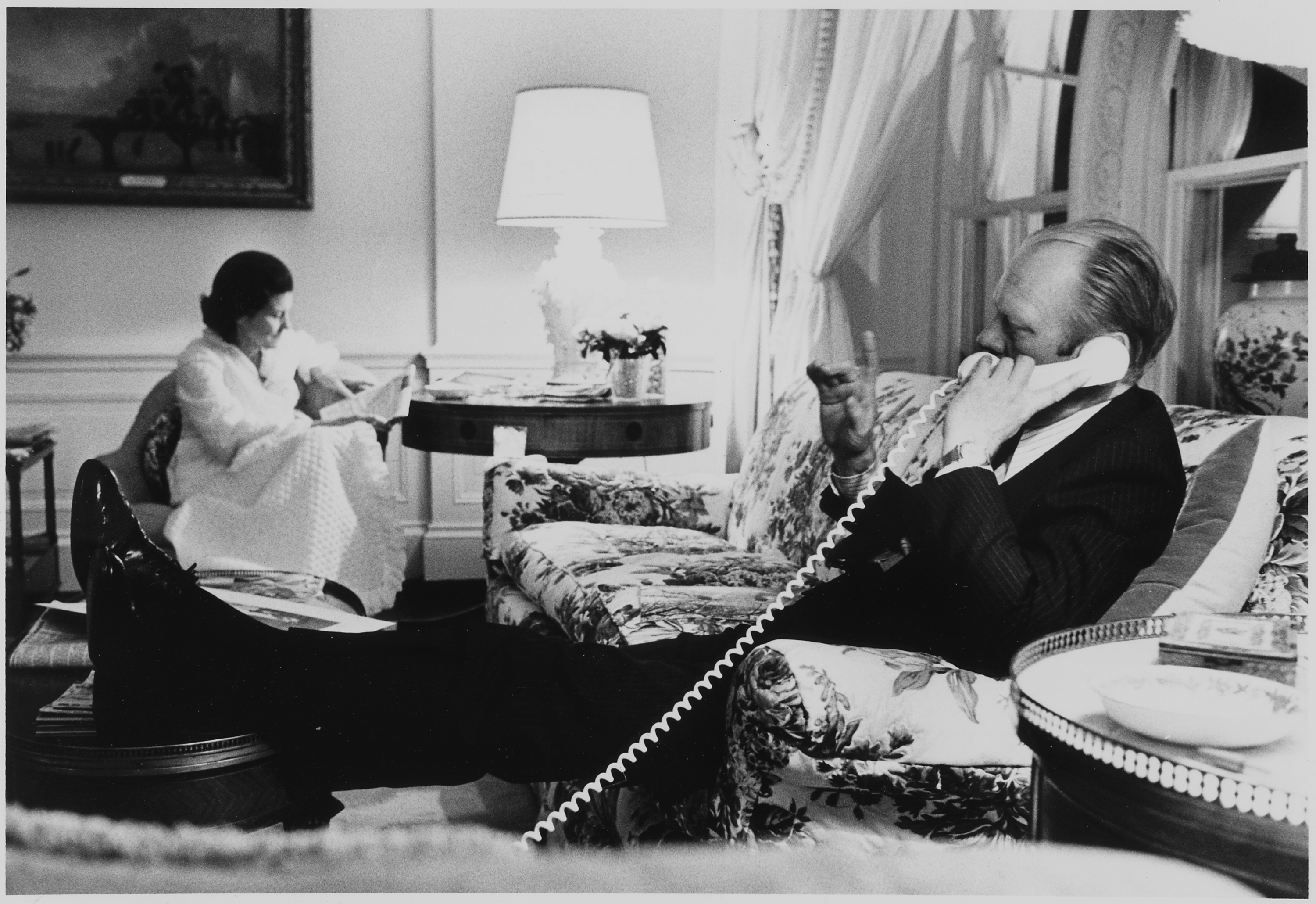
제럴드 포드 미국 대통령이 전화 통화 중

발신자의 유선 전화가 발신자에게 직접 연결된 경우, 발신자가 전화를 수화기를 들면 발신자의 전화가 울린다. 이것을 [핫라인] 또는 [링다운]이라고 한다. 그렇지 않으면, 발신자는 보통 원하는 번호를 누르기 시작해야 함을 나타내는 톤을 받는다. 일부 (현재는 매우 드문) 경우에, 발신자가 직접 전화를 걸 수 없는 경우, 통화를 대신 걸어줄 전화교환원에게 연결된다.
통화는 상업 전화 회사가 제공하는 공중 교환 전화망(PSTN)과 같은 공공 네트워크를 통하거나, 사설 교환기(PBX)와 같은 사설 네트워크를 통해 걸 수 있다. 대부분의 경우 사설 네트워크는 PBX 사용자에게 더 큰 네트워크에 대한 액세스를 제공하기 위해 공공 네트워크에 연결된다. 사설 네트워크로 들어오는 통화는 두 가지 방법으로 PBX에 도착한다: 직통 착신을 사용하여 사용자 전화로 직접 오거나, 전화를 받고 원하는 사용자에게 연결해 줄 사람 또는 전자 교환원을 통해 간접적으로 온다.
PSTN을 통한 대부분의 전화 통화는 종단 간 연결을 설정하기 위해 ISUP 신호 메시지 또는 그 변형을 전화 교환기 간에 사용하여 설정된다. PBX 네트워크를 통한 통화는 QSIG, DPNSS 또는 변형을 사용하여 설정된다.

## 비용
캐나다, 미국, 홍콩, 아일랜드섬, 뉴질랜드에서 전화 가입자가 직접 거는 시내 전화 (및 내부 통화)와 같은 일부 유형의 통화는 요금이 부과되지 않는다 (주거 가입자만 해당). 다른 대부분의 지역에서는 모든 전화 통화에 연결 요금이 부과된다. 요금은 서비스 제공업체, 사용되는 서비스 유형 (유선전화 또는 유선 전화에서 거는 통화는 한 가지 요금이며, 휴대 전화에서 거는 통화는 다른 요금임) 및 발신자와 수신자 간의 거리에 따라 달라진다. 대부분의 경우 발신자가 이 요금을 지불한다. 그러나 착신자 부담 통화 또는 수신자 요금 부담 통화와 같은 일부 경우에는 수신자가 통화 비용을 지불한다. 일부 경우에 발신자는 전화 연결에 대해 정액 요금을 지불하며, 모든 발신 통화에 대해 추가 요금을 지불하지 않는다. 고객이 지역 전화 제공업체를 유지하고 특정 통화에 대해 다른 제공업체를 사용하여 비용을 절감할 수 있도록 여러 국가에서 통신 자유화가 이루어졌다.

## 전화 걸기

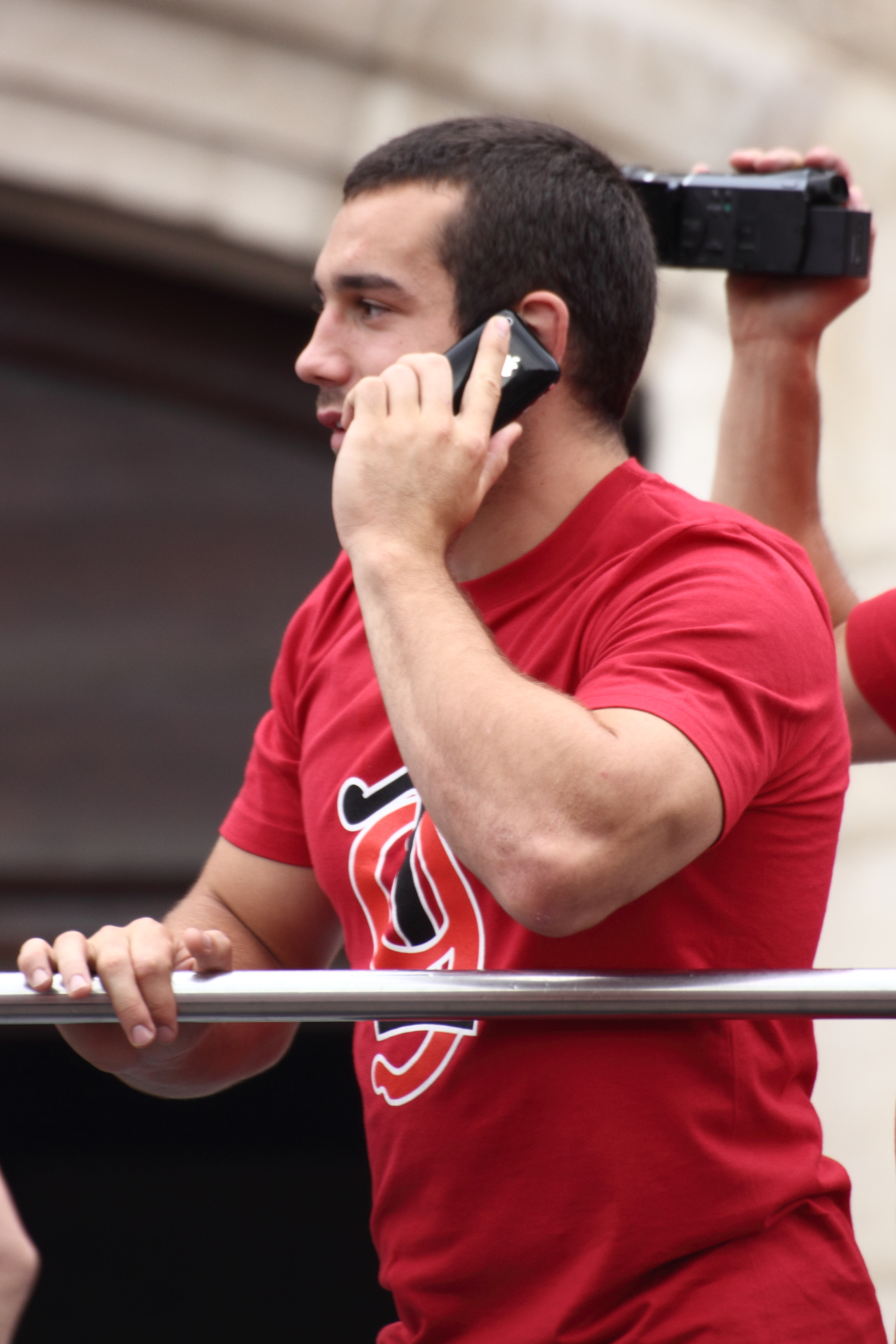
21세기 초 휴대 전화가 전화 통화에 사용됨

전통적인 전화를 사용하여 일반적인 전화 통화를 거는 방법은 전화기를 받침대에서 들어 올리는 것이다. 발신자는 통화를 완료하는 데 필요한 전화번호를 로터리 다이얼로 돌리거나 버튼을 누르면 해당 번호를 가진 전화로 통화가 연결된다. 두 번째 전화는 벨소리를 울려 주인을 알린다. 첫 번째 사용자는 수화기를 듣는 부분이 귀 옆에 오고 말하는 부분이 입 범위 내에 오도록 잡을 수 있다. 그러면 수화기에서 벨소리가 들린다. 두 번째 전화가 수화기를 들면 두 사용자는 서로 대화할 수 있다. 전화가 수화기를 들지 않으면 첫 번째 사용자는 자신의 전화를 끊을 때까지 계속 벨소리가 들린다.
전화 통화를 거는 전통적인 방법 외에도, 새로운 기술은 음성 다이얼링과 같은 다양한 전화 통화 시작 방법을 허용한다. 음성 인터넷 프로토콜 기술은 PC를 통해 스카이프와 같은 서비스를 사용하여 전화를 걸 수 있도록 한다. 무료 다이얼-어라운드와 같은 다른 서비스는 발신자가 전화번호를 교환하지 않고도 제3자를 통해 전화 통화를 시작할 수 있도록 한다. 원래는 전화교환원과 먼저 이야기하지 않고는 전화 통화를 할 수 없었다. 그러나 오랫동안 대부분의 전화 통화를 완료하는 데 교환원이 필요하지 않았다.
헤드셋을 사용하여 전화를 걸거나 받는 것이 점점 더 흔해지고 있다. 헤드셋은 유선 또는 무선일 수 있다.
교환원 도움을 받기 위해 특별 번호를 누를 수 있으며, 이는 지역 통화와 장거리 또는 국제 통화에 따라 다를 수 있다.

### 작동 세부 사항

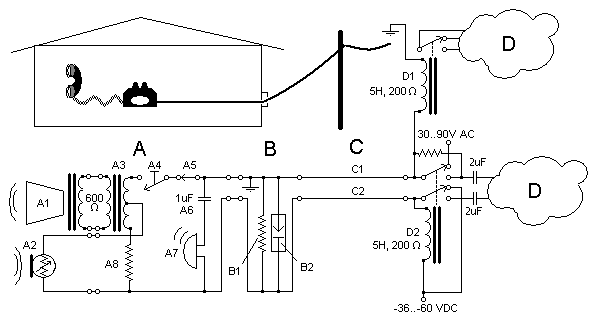
다이어그램

유선전화는 스위치후크(A4)와 호출 장치(일반적으로 벨소리, A7)를 포함하며, 전화가 "온 훅"(즉, 스위치(A4)가 열려 있음)일 때 항상 전화선에 연결되어 있고, 전화가 "오프 훅"일 때 연결되는 다른 구성 요소를 포함한다. 오프 훅 구성 요소에는 송신기(마이크, A2), 수신기(스피커, A1), 그리고 다이얼링, 필터링(A3), 증폭을 위한 다른 회로가 포함된다.
전화 통화를 걸기 위해 발신자는 전화 수화기를 들어 올려 후크 스위치(A4)를 닫는 레버를 작동시킨다. 이것은 전화선에 전송 하이브리드 변압기, 송신기(마이크) 및 수신기(스피커)를 연결하여 전화에 전원을 공급한다. 이 오프 훅 상태에서 전화 회로망은 일반적으로 300 옴 미만의 낮은 저항을 가지며, 이는 전화 교환기에서 선(C)으로 직류(DC)가 흐르게 한다. 교환기는 이 전류를 감지하고, 선에 숫자 수신기 회로를 연결하며, 준비되었음을 나타내기 위해 다이얼 톤을 보낸다. 현대의 푸시버튼 전화에서는 발신자가 목적지인 수신자의 전화번호를 보내기 위해 숫자 키를 누른다. 키는 DTMF 톤을 교환기로 보내는 톤 발생기 회로(표시되지 않음)를 제어한다. 로터리 다이얼 전화는 펄스 다이얼링(A5)을 사용하여 전기 펄스를 보내고, 교환기는 이 펄스를 세어 전화번호의 각 숫자를 디코딩한다. 수신자의 회선이 사용 가능한 경우, 종단 교환기는 40~90볼트의 간헐적인 교류(AC) 벨소리 신호를 적용하여 수신자에게 착신 통화를 알린다. 그러나 수신자의 회선이 사용 중인 경우, 교환기는 발신자에게 통화중 신호를 보낸다. 수신자의 회선이 사용 중이지만 통화 대기 서비스에 가입되어 있는 경우, 교환기는 수신자에게 간헐적인 가청 톤을 보내 다른 통화가 있음을 알린다.
전화의 전기 기계식 벨소리(A7)는 축전기(A6)를 통해 회선에 연결되며, 이 축전기는 직류를 차단하고 벨소리 전원의 교류를 통과시킨다. 전화가 온 훅 상태일 때는 전류가 흐르지 않지만, 선에는 DC 전압이 계속 인가된다. 교환기 회로망(D2)은 선을 따라 교류를 보내 벨소리를 활성화하고 착신 통화를 알릴 수 있다. 다이얼 서비스가 설치되기 전의 수동 서비스 교환 지역에서는 전화에 손으로 돌리는 마그네토 발전기가 있어 교환기나 같은 선상의 다른 전화로 벨소리 전압을 다시 생성했다. 유선 전화가 비활성 상태(온 훅)일 때, 전화 교환기의 회로망은 직류의 부재를 감지하여 회선이 사용 중이 아님을 나타낸다. 당사자가 이 회선으로 통화를 시작하면 교환기는 벨소리 신호를 보낸다. 수신자가 수화기를 들면, 벨소리 장치를 동시에 분리하고 오디오 회로를 회선에 연결할 수 있는 이중 회로 스위치후크(표시되지 않음)를 작동시킨다. 이는 차례로 회선을 통해 직류를 끌어당겨 통화하는 전화가 이제 활성화되었음을 확인한다. 교환기 회로망은 벨소리 신호를 끄고, 두 전화는 이제 활성화되어 교환기를 통해 연결된다. 두 전화가 오프 훅 상태를 유지하는 한 당사자들은 대화할 수 있다. 당사자가 수화기를 다시 크래들이나 후크에 놓으면 해당 회선에서 직류가 끊어져 교환기에 통화를 끊으라는 신호를 보낸다.
지역 교환기를 넘어선 당사자와의 통화는 교환기 간의 연결을 설정하는 트렁크 회선을 통해 이루어진다. 현대 전화망에서는 이러한 연결에 종종 광섬유 케이블과 디지털 기술이 사용된다. 매우 먼 거리에 대한 통신에는 위성 기술이 사용될 수 있다.
대부분의 유선 전화에서 송신기 및 수신기(마이크와 스피커)는 수화기에 위치하지만, 스피커폰에서는 이 구성 요소들이 본체 또는 별도의 인클로저에 위치할 수 있다. 회선에서 전원을 공급받는 마이크(A2)는 다이어프램에 도달하는 소리 파동에 반응하여 진동수와 진폭을 변화시키는 변조된 전류를 생성한다. 결과 전류는 전화선을 따라 지역 교환기로 전송된 다음 다른 전화로(지역 교환기 또는 더 큰 네트워크를 통해), 거기서 수신기(코일)(A3)의 코일을 통과한다. 코일의 변화하는 전류는 수신기 다이어프램의 해당 움직임을 생성하여 송신기에서 존재했던 원래 소리 파동을 재생한다.
마이크와 스피커와 함께, 들어오는 스피커 신호와 나가는 마이크 신호가 서로 간섭하는 것을 방지하기 위해 추가 회로가 통합되어 있다. 이것은 하이브리드 코일(A3)을 통해 이루어진다. 들어오는 오디오 신호는 저항기(A8)와 코일(A3)의 주 권선을 통과하여 스피커(A1)로 전달된다. 전류 경로 A8 – A3은 마이크(A2)보다 훨씬 낮은 임피던스를 가지므로, 들어오는 신호의 거의 전부가 이를 통과하고 마이크를 우회한다.
동시에 회선 전체의 DC 전압은 저항기-코일(A8-A3) 분기 및 마이크-코일(A2-A3) 분기 간에 분할되는 DC 전류를 발생시킨다. 저항기-코일 분기를 통한 DC 전류는 들어오는 오디오 신호에 영향을 미치지 않는다. 그러나 마이크를 통과하는 DC 전류는 AC로 변환된 다음(음성 소리에 반응하여) 코일(A3)의 주 권선 상단 분기만 통과하며, 이 분기는 하단 주 권선보다 회전 수가 훨씬 적다. 이로 인해 마이크 출력의 작은 부분이 스피커로 다시 전달되고, 나머지 AC는 전화선을 통해 나간다.
선로공의 수화기는 전화망을 테스트하기 위해 설계된 전화기로, 공중선 및 기타 인프라 구성 요소에 직접 부착할 수 있다.

## 톤
전통적인 전화 통화가 걸리기 전, 도중, 그리고 후에 특정 톤은 전화 통화의 진행 및 상태를 나타낸다:
- 다이얼 톤: 시스템이 전화번호를 수락하고 통화를 연결할 준비가 되었음을 나타낸다.
- 다음 중 하나:
  - 벨소리: 수신자가 아직 전화를 받지 않았음을 나타낸다.
  - 통화중 신호 (또는 통화중 톤): 수신자의 전화가 다른 사람과의 전화 통화에 사용 중이거나 (또는 다이얼된 번호가 없어도 "수화기를 내리지 않은" 상태, 즉 고객이 방해받고 싶지 않은 경우)를 나타낸다.
  - 빠른 통화중 신호 (리오더 톤 또는 오버플로우 통화중 톤이라고도 함): 전화 네트워크에 혼잡이 있거나, 발신 가입자가 필요한 모든 숫자를 다이얼하는 데 너무 오래 지연되었음을 나타낸다. 빠른 통화중 신호는 일반적으로 일반 통화중 신호보다 두 배 빠르다.
- 상태 톤: STD 알림 톤 (발신자에게 전화 통화가 발신자에게 더 큰 비용으로 장거리 다이얼링되고 있음을 알림), 분 초음 (시간 기준으로 요금이 부과되는 통화에서 통화의 상대적 지속 시간을 발신자에게 알림) 등.
- 수신자가 전화를 끊었음을 나타내는 톤 (때로는 통화중 신호, 종종 다이얼 톤).
- 초기 인밴드 전화 교환 시스템에서 사용된 톤은 "폰 프리크"가 불법적으로 무료 장거리/유료 통화를 걸거나 받기 위해 사용했던 레드 박스 또는 블루 박스로 시뮬레이션되었다.
- 오프 훅 톤: 전화기가 들려 있지만 일정 시간 동안 번호가 다이얼되지 않았을 때.

휴대폰은 다이얼된 번호를 전송하는 데 사용되는 기술이 유선 전화와 다르기 때문에 일반적으로 다이얼 톤을 사용하지 않는다.

## 원치 않는 통화
원치 않는 전화는 현대의 골칫거리이다. 흔한 종류의 원치 않는 전화로는 장난전화, 텔레마케팅 전화, 음란 전화 등이 있다.
발신자 ID는 원치 않는 통화에 대한 어느 정도의 보호를 제공하지만, 발신자에 의해 여전히 끌 수 있다. 최종 사용자 발신자 ID를 사용할 수 없는 경우에도 발신 통신사 청구 기록과 자동 번호 식별을 통해 통화가 기록되므로, 많은 경우에 가해자의 전화번호를 여전히 파악할 수 있다. 그러나 이것이 완전한 보호를 제공하지는 않는다: 괴롭히는 사람들은 공중전화를 사용할 수 있으며, 어떤 경우에는 자동 번호 식별 자체를 속이거나 차단할 수 있고, 휴대폰 남용자들은 (약간의 비용을 들여) "일회용" 전화나 SIM을 사용할 수 있다.

## 특허
- Rabinow, J., 미국 특허 2,813,154  - "전화 통화 표시기" - 1957년 11월 12일

## 같이 보기
- 통화 완료
- 호처리
- 통화 진행음
- 응급 전화번호
- 포켓 다이얼링
- 전화 공포증
- 전화 교통 공학
- 화상통화